# Haemophilus influenzae
Haemophilus influenzae je gramnegativní fakultativně anaerobní nepohyblivý opouzdřený kokobacil. Způsobuje hemofilovou nákazu.

## Faktory virulence
Mezi hlavní faktor virulence patří pouzdro, které zvyšuje invazivitu H. influenzae. Za rozvoj zánětu je zodpovědný endotoxin Lipopolysacharid (LPS). Pomocí pilů a adhezinů je schopný adherovat na sliznice. IgA proteáza štěpí IgA slizniční protilátky.

## Patogenita
Původně byl považován za původce chřipky (od toho jeho název). Přenáší se kapénkovou infekcí. Způsobuje meningitidy (zejména u dětí), epiglotitidy, otitidy a pneumonie.

## Kultivace
Roste pouze na čokoládovém agaru po přidání růstových faktorů (hemin a NAD).

## Terapie
Imunoglobulin A je citlivý na aminopeniciliny, cefalosporiny III. generace, popřípadě v kombinaci s inhibitory beta-laktamáz. Očkování probíhá jako součást hexavakcíny, která obsahuje polysacharid b pouzdra.